# Tom Müller (Footballspieler)
Tom Müller (* 1975/1976) ist ein ehemaliger deutscher Footballspieler.

## Leben
Der als Cornerback eingesetzte Müller wechselte im Vorfeld der Saison 2000 von den Hamburg Pioneers (Oberliga) zu den Kiel Baltic Hurricanes in die höchste deutsche Spielklasse, die GFL.
Zur Saison 2002 schloss er sich den Hamburg Blue Devils an und wurde mit der Mannschaft in seinem ersten Jahr der Vereinszugehörigkeit deutscher Meister. Müller bestritt nach 2002 in der Saison 2004 ein zweites Spieljahr bei den Blauen Teufeln. Nach dem Ende seiner Spielerzeit war Müller beim Regionalligisten Norderstedt Nordic Wolves Mitglied des Trainerstabs und ab 2011 zeitweilig Sportlicher Leiter der Hamburg Blue Devils sowie dort ebenfalls im Trainerstab tätig.